# Hubice (rejon starosamborski)
Hubice (ukr. Губичі) – wieś w rejonie samborskim (wcześniej w rejonie starosamborskim) obwodu lwowskiego Ukrainy. Wieś liczy około 505 mieszkańców. Podlega solianuwackiej silskiej radzie. Pierwsza wzmianka o wsi pochodzi z 1406.
Wieś prawa wołoskiego w pierwszej połowie XV wieku. Wieś szlachecka, własność Herburtów, położona była w 1589 roku w ziemi przemyskiej województwa ruskiego.
W 1921 r. liczyły około 689 mieszkańców. Znajdowały się w powiecie dobromilskim.

## Ważniejsze obiekty
- Cerkiew Wniebowstąpienia Chrystusa w Hubicach cerkiew prawosławna z 1445 r.
- Cerkiew greckokatolicka